# 고시지노촌
고시지노촌(越路野村)은 이시카와현 하쿠이군에 설치되었던 촌이다.